# Skidgallmygga
Skidgallmygga (Dasineura brassicae) är en tvåvinge i familjen gallmyggor som blir mellan 1 och 2 millimeter lång. Inga underarter finns listade. Den kan orsaka viss skadegörelse i rapsodlingar. 

## Levnadssätt
Skidgallmyggans larver lever i skidorna på kålväxter, framför allt raps. Honan använder vid äggläggningen ofta hål som redan har gjorts av skalbaggen Kålgallvivel (Ceutorhynchus assimilis). Larven lever i skidan men ingen gall bildas.